# Citroën Acadiane
Citroën Acadiane — комерційний вантажний автомобіль з вантажопідйомністю 475 кг, що вироблявся Citroën на базі Dyane з березня 1978 по 1987 роки, і який замінив 2 CV fourgonnettes.
Назва «Acadiane» є каламбуром, який пов'язують із назвою регіону Акадіана (франкомовний етнічний культурний регіон на південному заході штату Луїзіана, США), а також, із поєднанням назв «Dyane» та «AK» (АК — позначення серії Сітроєнівських комерційних «пиріжків»). Acadiane є останньою із модельного ряду міні-фургонів, який починався виробництвом 2 CV в 1951 році. Acadiane (типу AY CD) на ринку комерційних мікролітражок була конкурентом Renault 4 F4 та F6.

## Короткий опис особливостей моделі

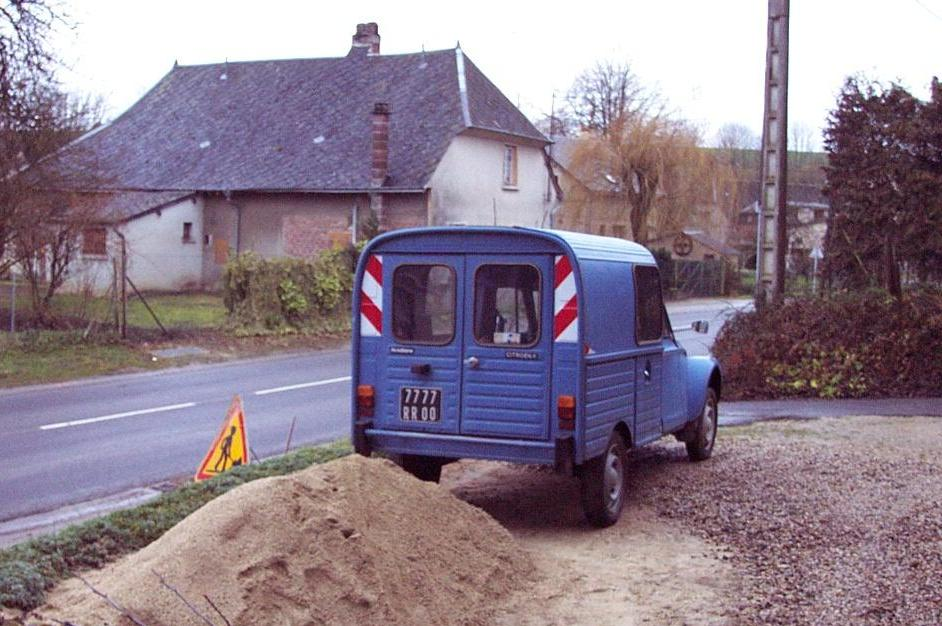
Citroën Acadiane

Acadiane із самого початку і протягом усього виробництва був обладнаний двигуном Dyane 6 і Ami 8 (M28/1), який розвивав 31 к.с. (за стандартом DIN), і завдяки чому цей симпатичний[джерело?] «пиріжок» досягав швидкості 100 км/год, завдячуючи ще й покращеним у порівнянні із 2 CV fourgonnette AKS 400 аеродинамічним властивостям. Гальмівну систему було вдосконалено застосуванням передніх дискових гальм. Окрім цього, Acadiane відрізнявся від Dyane, на базі якого був вироблений, посиленою підвіскою і наявністю обмежувача гальмівних сил задніх коліс, дія якого була пов'язана із навантаженням на задню вісь. Також була незначно модифікована коробка передач, яка забезпечувала дещо підвищені тягові моменти на колесах передньої осі трудолюбивої вантажівки. Бокові двері Acadiane були обладнані вікнами із механізмами відкривання «вниз-вгору», в той час, як двері пасажирських Dyane були обладнані горизонтально зсувними вікнами.

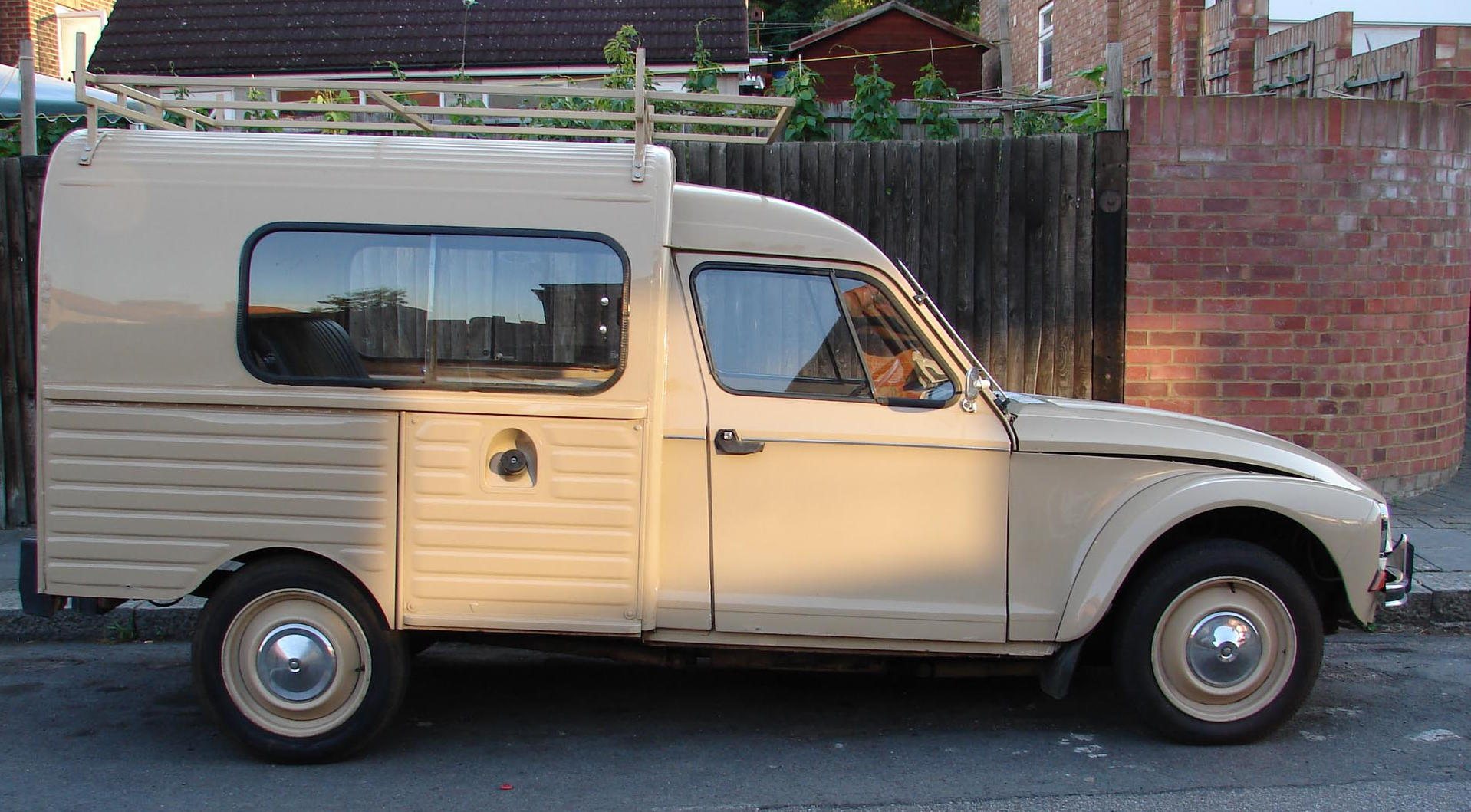
Зсувні задні вікна

Acadiane також був доступним у формі «Mixte» із зсувними задніми вікнами та суцільним заднім сидінням, яке можливо було демонтувати. Citroen та багато інших виробників продовжують і досі (наприклад, Berlingo та інші) виробляти версії із задніми сидіннями, спроектованими як для комерційних автомобілів. Версія «Mixte» ще мала пасажирський сонячний козирок, який відсутній у більшості комерційних версій. У ряду усіх Сітроєнівських легких комерційних вантажівок дах і задня частина кузова були рифленими, що додавало типової французької екстравагантності[джерело?] та жорсткості за низької вартості. Задня частина Acadiane аналогічна до 2 CV AKS 400, але відрізняється гумовими буферами та задніми вогнями, запозиченими у фургонів Peugeot 404, 504 та Peugeot J7 другої генерації.
Маючи високий кліренс, Acadiane міг оснащуватися шинами 15×145 від Citroën GS (в той час, як стандартними були шини 15×135), що підвищувало його прохідність — незначна вага не давала йому заглиблюватися глибоко в ґрунт на дорогах із рихлими покриттями, навіть у пісок.

## Виробництво
| Модель   | 1977 | 1978   | 1979   | 1980   | 1981   | 1982   | 1983   | 1984   | 1985  | 1986  | 1987  | Всього  |
| Acadiane | 141  | 37,787 | 49,679 | 45,438 | 30,881 | 36,054 | 20,377 | 12,756 | 8,429 | 7,915 | 3,936 | 253,393 |